# Ślężański Park Krajobrazowy

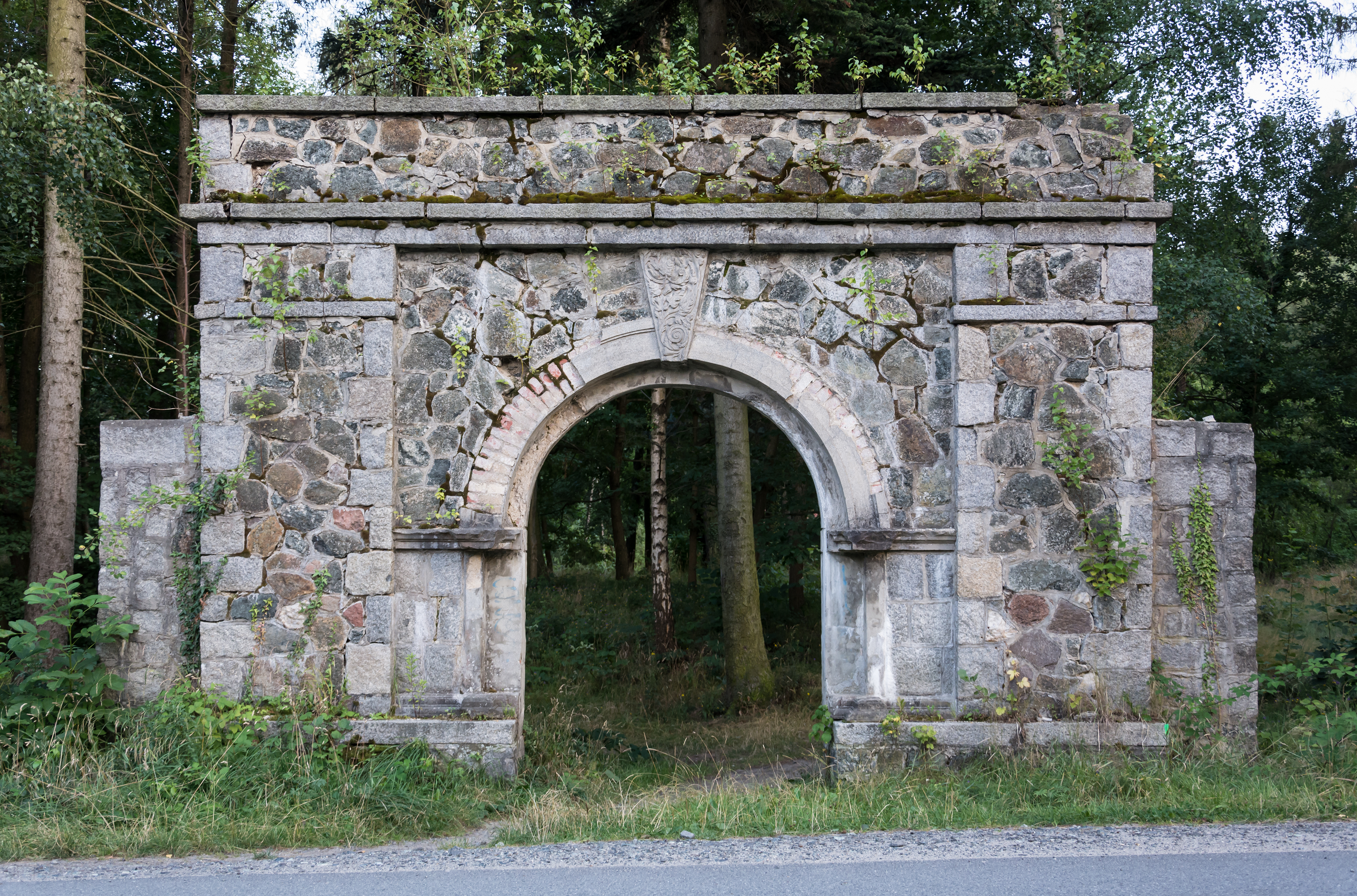
Sulistrowiczki. Brama do parku Wenecja

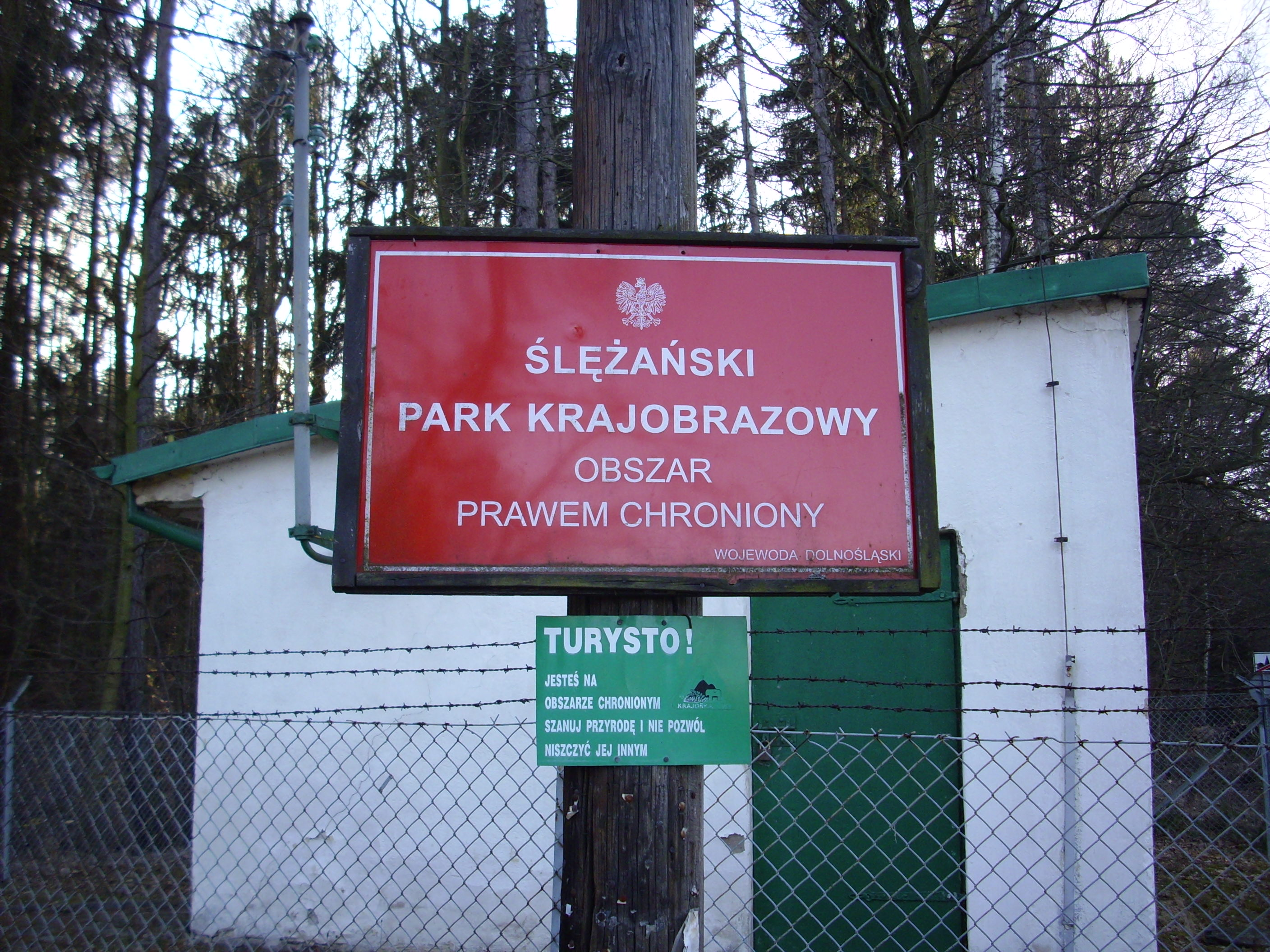
Tablica na skraju Parku

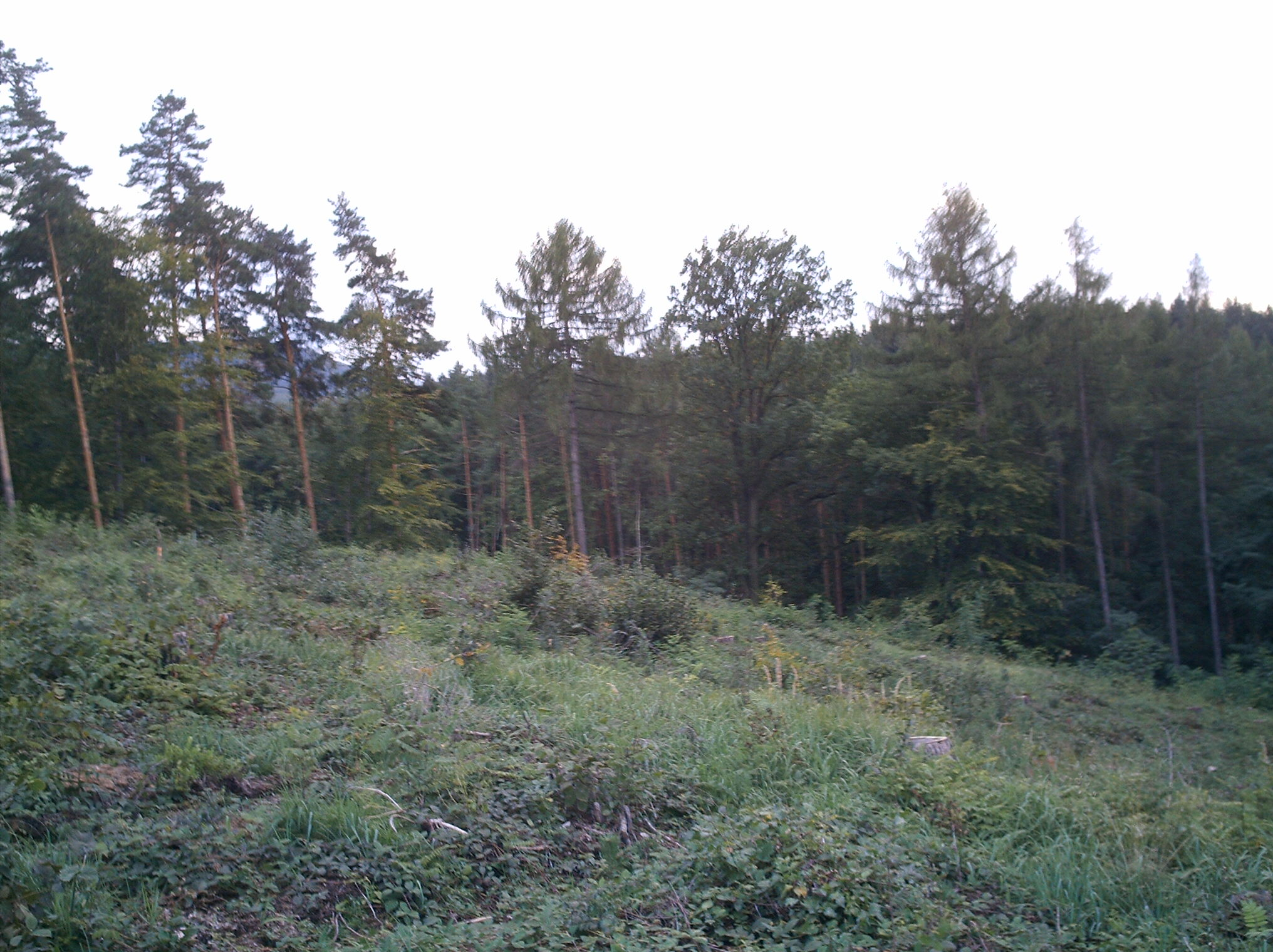
Szlak zielony w parku

Ślężański Park Krajobrazowy – park krajobrazowy znajdujący się na terenie województwa dolnośląskiego. Obejmuje Masyw Góry Ślęży, Masyw Góry Raduni, pasma Wzgórz Oleszeńskich i Wzgórz Kiełczyńskich oraz Jańską Górę. Znajduje się na terenie gmin: Dzierżoniów, Jordanów, Łagiewniki, Sobótka, Marcinowice, Świdnica. Utworzony został w celu ochrony i zachowania środowiska przyrodniczo-krajobrazowego Masywu Ślęży, jego wartości kulturowych i historycznych. W Parku lasy zajmują ok. 5500 ha (67% powierzchni Parku), w otulinie przeważają pola uprawne (80% powierzchni całkowitej Parku). Lasy w obrębie Ślężańskiego PK należą do Nadleśnictwa Miękinia. Udział wód to zaledwie 20 ha.
- Powierzchnia: 15 640 ha (8190 ha powierzchnia Ślężańskiego Parku Krajobrazowego + 7450 ha otuliny)
- Utworzony: 8 czerwca 1988 r.

## Obszary chronione
W obrębie parku znajdują się 3 rezerwaty przyrody: 
- Góra Ślęża
- Góra Radunia
- Łąka Sulistrowicka

Pozostałe formy ochrony:
- zespół przyrodniczo-krajobrazowy „Skalna”
- pomnik przyrody „Krasnorost”
- seria użytków ekologicznych „Paprocie serpentynitowe w Masywie Ślęży” (10 stanowisk)

W obrębie parku znajduje się też rezerwat archeologiczny w Będkowicach.

## Szlaki
W obrębie parku znajduje się 5 szlaków turystycznych:
- Wokół Ślęży,
- Sobótka - Ślęża - Sulistrowice - Łagiewniki,
- Strzeblów - Sobótka-Górka - Ślęża - Przełęcz Tąpadła - Radunia - Jordanów Śl.,
- Strzelce Św. - Przełęcz Tąpadła - Książnica Śl. - Krzczonów,
- Sobótka - Ślęża - Przełęcz Tąpadła - Książnica Śl.

W obrębie parku znajdują się 2 szlaki archeologiczne:
- Szlak archeologiczny Sobótka - Będkowice (ok. 1 godz. 50 min.),
- Szlak archeologiczny Sobótka - Przełęcz pod Wieżycą - Strzegomiany - Rezerwat archeologiczny w Będkowicach - Ślęża - Skalna - Sobótka-Górka (ok. 4 godz. 30 min.).

W obrębie parku znajduje się 5 szlaków długodystansowych:
- Strzelin - Ślęża - Górka, zn. niebieskie,
- Strzelin - Ślęża - Sobótka, zn. czerwone,
- Świdnica - Ślęża, zn. żółte (6…7 godz.),
- Ząbkowice Ślaskie - Przełęcz Słupicka - Przełęcz Tąpadła - Strzelce, zn. zielone,
- Wrocław - Sobótka, zn. niebieskie (tylko fragment od Rogowa do stacji PKP w Sobótce).

W obrębie parku znajdują się 3 ścieżki dydaktyczne:

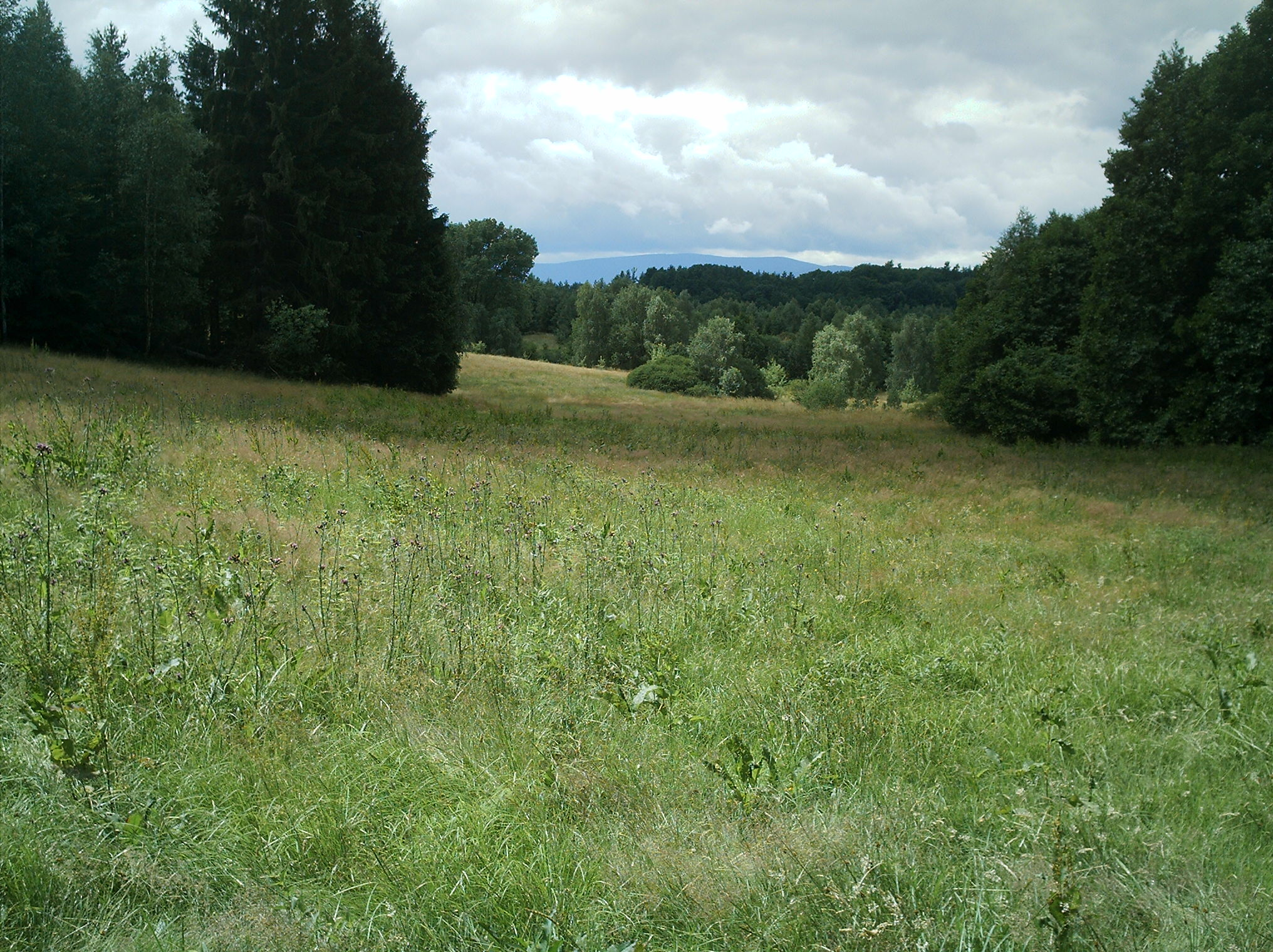
Ślężański Park Krajobrazowy - łąka na Raduni

- Ścieżka archeologiczno-historyczna,
- Ścieżka przyrodniczo-geograficzna,
- Ścieżka przyrodnicza.

Ponadto przez teren parku przebiega kilka tras rowerowych.

## Flora
Flora charakteryzuje się znacznym udziałem roślin prawnie chronionych (25 gatunków chronionych całkowicie i 10 chronionych częściowo), rzadkich i interesujących oraz górskich. Przeważająca liczba gatunków należy do form nizinnych, przy czym ich pionowe granice zasięgów są znacznie przesunięte w górę, w porównaniu z Przedgórzem Sudeckim. Stosunkowo mało jest gatunków górskich (wyjątek stanowią mchy, gdzie 1/3 to formy górskie), których zasięgi są z kolei przesunięte w dół.
Ważniejsze gatunki:
- hildenbrandia rzeczna
- zanokcica klinowata
- goździk pyszny
- pełnik europejski
- róża francuska
- wawrzynek wilczełyko
- goryczka wąskolistna
- gnidosz rozesłany
- zimowit jesienny
- lilia złotogłów
- kosaciec syberyjski
- mieczyk błotny
- mieczyk dachówkowaty
- kruszczyk szerokolistny
- gółka długoostrogowa
- kukułka plamista
- kukułka szerokolistna

## Fauna
Skład fauny tego obszaru przypomina pobliskie Sudety, choć jest nieco zubożały. Zaznaczony jest tutaj wyraźnie efekt wyspowy. Z uwagi na bardzo małą zasobność zbiorników wodnych, fauna wodna jest słabo wykształcona, choć występują tu interesujące gatunki, fauna lądowa charakteryzuje się bogactwem gatunkowym.
Ważniejsze gatunki:

- poczwarówka alpejska
- ślimak obrzeżony
- ślimak aksamitny
- ślimak maskowiec
- szklarka płaska
- ślimak Lubomirskiego
- ślimak karpacki
- świdrzyk łamliwy
- paź królowej
- mieniak tęczowiec
- strzebla potokowa
- pstrąg potokowy
- salamandra plamista
- traszka górska
- rzekotka drzewna
- puchacz
- krzyżodziób świerkowy
- orzechówka
- włochatka
- pliszka górska
- kania ruda
- kruk
- muchołówka białoszyja
- kret
- jeż europejski
- ryjówka aksamitna
- ryjówka górska
- ryjówka malutka
- rzęsorek rzeczek
- mopek zachodni
- nocek Bechsteina
- nocek wąsatek
- nocek Natterera
- nocek duży
- gacek brunatny
- karlik malutki
- orzesznica
- popielica
- gronostaj europejski
- kuna domowa
- łasica pospolita

## Pomniki przyrody

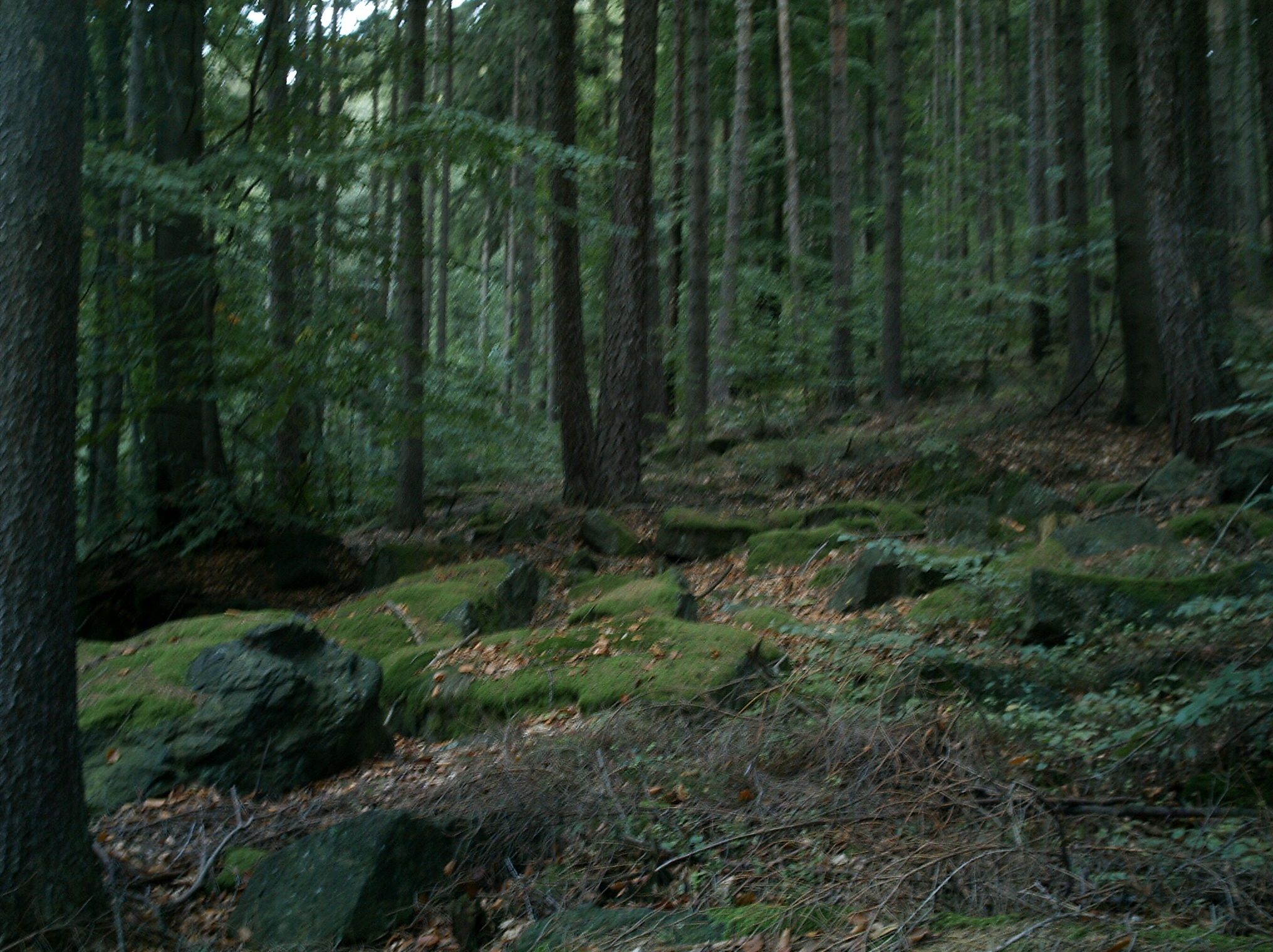
Szlak zielony w Parku

Według oficjalnych rejestrów w obrębie Parku i otuliny występuje 21 pomników przyrody ożywionej:
- dąb szypułkowy – 14 sztuk
- lipa drobnolistna – 3 sztuki
- jesion – 1 sztuka
- buk – 1 sztuka
- miłorząb – 1 sztuka
- hildenbrandia rzeczna – 1 stanowisko

## Zabytkowe zespoły pałacowo-parkowe
W obrębie Parku znajduje się łącznie 14 obiektów, o różnej wartości zabytkowej, dendrologicznej, zróżnicowanej wielkości budowli, areału i stopnia ich zachowania. Zespoły te znajdują się w następujących miejscowościach:
| miejscowość    | obiekt                                                                        |
| -------------- | ----------------------------------------------------------------------------- |
| Będkowice      | Renesansowy dwór w Będkowicach otoczony fosą                                  |
| Chwałków       | Pałac w Chwałkowie                                                            |
| Gogołów        | Pałac w Gogołowie, Wiatrak holenderski z XIX w. (odrestaurowany wg oryginału) |
| Karolin        |                                                                               |
| Książnica      | Dwór w Książnicy                                                              |
| Kunów          | Dwór w Kunowie z herbem Seidlitz                                              |
| Młynica        |                                                                               |
| Piotrówek      | Zespół i pałac w Piotrówku                                                    |
| Sobótka-Górka  | Zespół opactwa augustianów, rośnie tu również miłorząb o obwodzie 260 cm      |
| Sokolniki      | Pałac w Sokolnikach                                                           |
| Sulistrowiczki | Park „Wenecja”                                                                |
| Świątniki      | Pałac w Świątnikach                                                           |
| Wiry           | Pałac w Wirach                                                                |